# Фрухтман, Лев Петрович
Лев Петрович Фрухтман (род. 1936, Кишинёв, Бессарабия, Румыния) — русский поэт, переводчик с идиша, публицист, литературовед, литературный критик.

## Биография
После окончания кишинёвской средней школы в 1954 году приехал в Москву. Был рабочим на авиационном заводе, артистом Московского гастрольно-концертного объединения, журналистом (корреспондент Московского Радио и ТВ). В 1972 году закончил редакционно-издательский факультет Московского полиграфического института. С 1972 по 1989 год состоял в Профессиональном Комитете литераторов при издательстве «Художественная литература» (в секции художественного перевода). В 1971—1973 был слушателем Литературной студии при Московской писательской организации Союза писателей СССР (в семинаре поэзии под руководством Бориса Слуцкого и Евгения Евтушенко).
В конце 1960-х дебютировал как переводчик еврейской литературы с идиша на русский язык, в том числе произведений Шолом-Алейхема (см.: Шолом-Алейхем. Собрание сочинений. — М., 1971. — Т. 1, 6). В его переводах выходила поэзия и проза Ширы Горшман, Ш.-Й. Агнона, Я. Ривеса, Ихила Шрайбмана, Х.-Н. Бялика, Мотла Грубияна, Овсея Дриза, Янкева Штернберга, Давида Бромберга.
Выступал со статьями и рецензиями на страницах московских журналов: «Литературное обозрение», «Дружба народов», «Юность», «Новый мир» и др. Исследовал творчество русских писателей XIX—XX вв.: А. С. Пушкина, А. С. Грибоедова, М. И. Цветаевой, О. Э. Мандельштама, М. А. Волошина, И. Э. Бабеля (в частности, с его комментариями была впервые опубликована на русском языке незавершенная повесть Исаака Бабеля «Еврейка», альманах «Год за годом» по страницам журнала «Советиш Геймланд». — 1988. — № 4).
С 1989 года живёт в Израиле: работал научным редактором в издании «Краткой Еврейской Энциклопедии» при Еврейском университете в Иерусалиме.

## Публикации
Оригинальные стихи и переводы публиковались в журналах и литературных сборниках: «Москва лирическая» (1976), «Под рубиновыми звёздами» (1979), «Поэзия народов СССР XIX — начала XX века» (БВЛ, 1977), «Из современной нидерландской поэзии» (1978), «Строка, оборванная пулей» (1976, 2-е изд., 1985), «Советская еврейская поэзия» (1985); а также в армянско-еврейском журнале «Ной» (М., 1995).
В Израиле стихи, переводы и эссе публиковались в журнале «Юг», «Круг», «Авив», «Новый век»; в еженедельниках «Еврейский камертон» (газета «Новости недели», Тель-Авив), «Секрет» и др.
В 1999 году в издательстве «Мория» (Тель-Авив) вышла книга «Заповедь» (стихи разных лет).
Вошёл как автор в «Антологию поэзии. Израиль 2005».
Активный участник электронного журнала «ИСРАГЕО» (Израильского географического общества).
Переводы Льва Фрухтмана
- 1972 Пётр Мисаков «Пусть будет меньше звёзд падучих…» / «Пусть будет меньше звёзд падучих…» (1972, стихотворение)
- 1977 Давид Эдельштадт «Моё завещание» / «Моё завещание» (1977, стихотворение)
- 1985 Яков Зельдин «Друг тишины и грозной бури...» / «"Друг тишины и грозной бури..."» (1985, стихотворение)
  - Яков Зельдин «Над штормовой волной...» / «"Над штормовой волной..."» (1985, стихотворение)
  - Яков Зельдин «Красный матрос» / «Красный матрос» (1985, стихотворение)
  - Яков Зельдин «Песня жатвы» / «Песня жатвы» (1985, стихотворение)
  - Яков Зельдин «Радио» / «Радио» (1985, стихотворение)
  - Мендл Лифшиц «Воспоминание» / «Воспоминание» (1985, стихотворение)
  - Борис Могильнер «Победить страх» / «Победить страх» (1985, стихотворение)
- В 2013 году выпустил книгу рассказов израильского писателя Цви Айзнмана «А  стрелки бегут, бегут...» (перевод с идиша совместно с Григорием Кановичем).